# G.A.M.E.
G.A.M.E. è un album in studio indipendente del rapper statunitense The Game, pubblicato nel 2006.

## Tracce
1. Anything You Ask For (feat. Bootleg of The Dayton Family) – 3:08
2. Never Personal (feat. JT the Bigga Figga) – 3:30
3. Gettin' American Money Easy (feat. Young Noble) – 3:12
4. Curtains – 3:30
5. Real Niggas Stand Up – 3:58
6. Walk Wit Me – 3:07
7. It Gets Thicker – 2:36
8. That's Presidents (feat. Telly Mac) – 2:48
9. It's The Game – 3:45
10. Nothin' Promised (feat. Bootleg of The Dayton Family) – 4:22
11. Get Live (feat. JT the Bigga Figga) – 3:43
12. It Is What It Is (feat. Shoestring of The Dayton Family) – 3:23